# 自動船舶識別装置

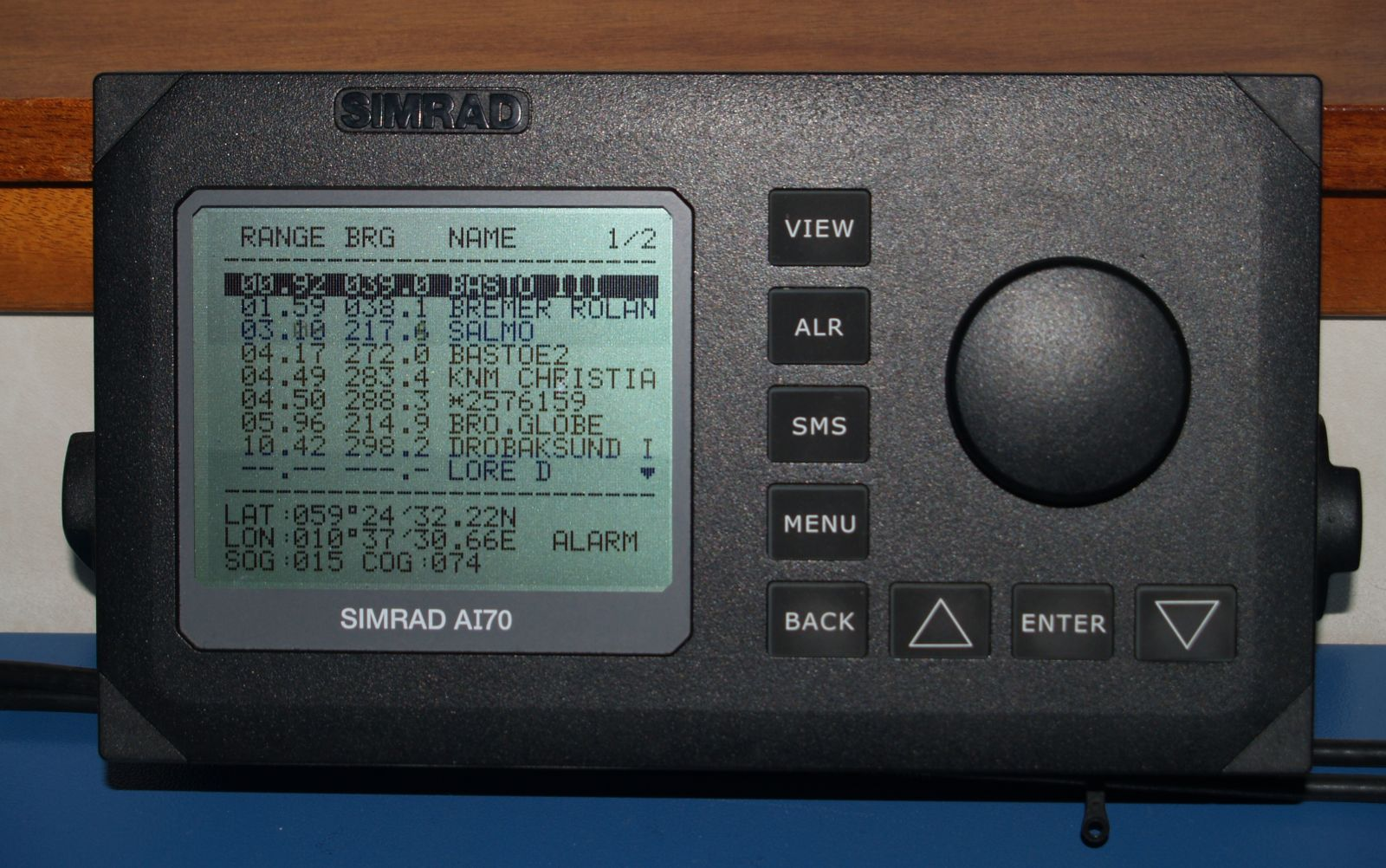
船舶自動識別装置

船舶自動識別装置（せんぱくじどうしきべつそうち 英語：Automatic Identification System, AIS）は、国際VHFを利用した、船舶の動静を自動で識別する装置である。
電波法（電波法施行規則第2条第37号の4）や船舶設備規程（第百四十六条の二十九）では、”船舶自動識別装置”である。

## 概要
識別符号、船名、位置、針路、速力、目的地などのデータを発信するVHF帯デジタル無線機器で、対応ソフトウェアがあれば受信したデータを電子海図上やレーダー画面上に表示することができる。2008年（平成20年）7月1日以降、後述する要件を満たす全ての船舶に搭載が義務化されている。
2002年、テロリズムへの対処を目的として、国際海事機関（IMO）の主導によりSOLAS条約（海上人命安全条約）が改正され、この改正条文中に自動船舶識別装置の設置に関する事項も盛り込まれ、すべての旅客船と国際航海に従事する総トン数300トン以上の船舶および国際航海に従事しない総トン数500トン以上の船舶に対し搭載が義務付けられた。同条約は2004年7月1日に発効し、日本国内の根拠法は「国際航海船舶及び国際港湾施設の保安の確保等に関する法律」である。また、インドネシアではインドネシア運輸省により、インドネシア領海を航行する全船舶に対し搭載が義務付けられている。
識別符号は海上移動業務識別コード（MMSI）で送信される。
船舶局のAIS装置は、PHSのTDMA方式とほぼ同じSOTDMAと呼ばれる時分割多元接続を用いて、自局の船名、MMSIコード、船種、船位、針路、速度、仕向地、積載物等を周辺船舶や陸上局に向け自動的に送信する。
船舶局以外には陸上局、航空機などが航行支援等の為に気象情報や航行警報を送信している。
利用周波数は「CH87B 161.975MHz」「CH88B 162.025MHz」の2波である。2009年（平成21年）10月4日まで世界で唯一、東京湾でのみ地域周波数「CH79B 161 575MHz」「CH85B 161.875MHz」の2波を利用していた。
主目的は、IMO MSC74（69）ANNEX 3に規定される 船舶同士の衝突予防、通過船舶とその積荷情報の把握及び船舶運航管理業務支援であるが、全国7カ所の海上交通センター、6箇所の海上保安本部、ポートラジオなどの航行管制としても利用されているが、ポートラジオは傍受のみも多い。
搭載義務船舶は、総登録トン数300トン以上の国際航海する船舶、500トン以上の非国際航海の船舶、国際航海の全旅客船となっている。搭載義務の無い小型船舶向けに無線従事者免許証が不要で特定船舶局として開局できる簡易型のAISが販売されている。
- 簡易型船舶自動識別装置は、特定無線設備の技術基準適合証明等に関する規則による適合表示無線設備でなければならず、技適マークの表示が義務付けられている。また、簡易型船舶自動識別装置を表す記号は、技術基準適合証明番号又は工事設計認証番号の4～5字目のRUである。（特定無線設備の技術基準適合証明等に関する規則様式7）但し、2013年（平成25年）4月以降の工事設計認証番号（4字目がハイフン＜-＞）に記号表示は無い

## 運用上の問題点
海上自衛隊の護衛艦を始めとする各種艦艇・漁船にはAISの搭載義務は無く、海上保安庁の巡視船、水産庁の漁業取締船船艇は、安全保障上、位置を特定されないよう職務遂行時には停波していることが多い。民間の船舶も、海賊にAISを悪用されるという懸念から、危険海域では停波する臨時的措置が認められている。
日本においてはこのほかにも、操業中の大型漁船が漁場の秘密を保持する為に停波出来る。船員が故意に停波させることも容易であり、AIS情報によって全搭載船舶の動静を把握することは出来ない。
発している情報が、信頼性のある物かどうか判別することも難しく、実際と異なる位置で航行しているという情報を容易に発しうるため、実際に測地系設定が誤っている船舶が位置を誤認させた事による事故が起こっている。また、電子航海計器を過信した事故も多いため、見張りによる適切な監視が未だ重要となる。
日本国内での20トン未満の船舶は小型船舶に該当するためAISの搭載義務は無いが、船舶事故の7割は小型船舶によるものであることから、海上保安庁ではGNSS機器同様、簡易型AISの搭載を推奨しており、漁船保険料の助成金や低金利融資制度の発表を行っている。

## 宇宙からのAIS
船舶に搭載されたAISトランスポンダーからの電波は、水平方向に約74kmしか届かないが、垂直方向であれば高度400kmの国際宇宙ステーション（ISS）にも届く。
2008年6月19日に、アメリカのOrbcomm社は5機の通信衛星とCDS（Concept Demonstration Satellite）衛星を打ち上げた。これらの衛星にはすべてAIS受信機を搭載し、宇宙からAISを実証する試験が行われ、初めての宇宙からの商用サービスを行う会社になった。ORBCOMM社は、現在開発中の次世代のOG2（ORBCOMM Generation 2）衛星18機にもAIS受信機を搭載する予定。同社は、ルクセンブルクのLuxspace社と2機のAIS衛星を提供してもらう契約も行った。このVesselSat 1は、2011年10月12日にインドのPSLVロケットで赤道上を周回する軌道に投入された。もう1機のVesselSat 2は2012年1月9日に中国の長征4Bロケットで極軌道に投入された。
2008年4月28日には、カナダのCOM DEV International社が宇宙からAIS信号を受信する超小型衛星を打上げた。
2009年11月のSTS-129では、ISSにAIS用のVHFアンテナが運ばれてコロンバスモジュールの外部に設置され、2010年5月からAIS信号の受信試験が開始された。
2009年9月23日にはLuxspace社がPSLVロケットでRUBIN-9.1（AIS Pathfinder 2）衛星を打ち上げた。
2009年7月30日にはSpaceQuest社がAIS受信機を搭載したAprizeSat-3 とAprizeSat-4衛星を打上げ。
2010年7月12日にはノルウェーがAISSat-1を打上げた。
日本においては、2012年5月18日に衛星搭載船舶自動識別実験装置のSPAISEを搭載した小型実証衛星4型（SDS-4）が打ち上げられ、技術検証が行われてその有用性が実証された。これを受けて、2014年に打ち上げられただいち2号にはSPAISE2が搭載されて、合成開口レーダーPALSAR-2と地球観測用小型赤外線カメラCIRCと協調観測する実証実験が行われている。また、2020年に打ち上げられる先進レーダ衛星には混信域対策を施したSPAISE3が搭載されて、PALSAR-3と協調観測することで、船舶過密海域においても船舶の検出率が高まることが期待されている。
2022年2月28日にはIHIとSpace BD共同によるISSに向けた実証実験となる船舶位置情報受信システム実証衛星「IHI-SAT」の打ち上げに成功した。

## バーチャルAIS航路標識
日本では2015年11月11日から航海用レーダー画面上に仮想点となるバーチャルAIS航路標識（ウェイポイント）の運用を開始した。2006年、国際海事機関（IMO）によって航海用レーダーの性能基準が改正され、航海用レーダーの画面上にAISのシンボルマークを表示させることが義務付けられ、2014年に仮想点となるシンボルマークが承認された。なお、これまで灯浮標が設置されていたが、水深が非常に深い場所などへの設置は不可能であり、この仮想点を画面上に表示させることで灯浮標の代用とする技術となる。